# Savitri Jindal
 (avril 2023).
Si vous disposez d'ouvrages ou d'articles de référence ou si vous connaissez des sites web de qualité traitant du thème abordé ici, merci de compléter l'article en donnant les références utiles à sa vérifiabilité et en les liant à la section « Notes et références ».
Savitri Devi Jindal, née le 20 mars 1950, est une femme d'affaires et une femme politique indienne. 
Elle a été présidente émérite du groupe O.P. Jindal et présidente du Maharaja Agrasen Medical College, à Agroha. La fortune de la famille Jindal est estimée à 20,5 milliards de dollars.

## Biographie
Savitri Jindal est née à Tinsukia, dans l'État d'Assam. Elle a épousé Om Prakash Jindal dans les années 1970, qui avait fondé le groupe Jindal, un conglomérat spécialisé dans l'acier et l'énergie. Jindal a été ministre du gouvernement de l'Haryana et membre du Haryana Vidhan Sabha (assemblée législative) dans la circonscription de Hisar. Elle a perdu son siège lors des élections de 2014 à l'assemblée de l'Haryana. Elle est devenue présidente après le décès de son mari, O.P. Jindal, dans un accident d'hélicoptère en 2005. Elle est membre du parti politique INC qu'elle a quitté en mars 2024 pour le Bharatiya Janata Party .
Savitri Jindal est la femme la plus riche de l'Inde et la 16e personne la plus riche de l'Inde en 2016, avec une fortune de plus de 4 milliards de dollars ; elle était également la 453ème personne la plus riche du monde en 2016. Elle est la septième mère la plus riche du monde et contribue à l'œuvre publique lancée par son mari. Elle a reçu l'Acharya Tulsi Kartritva Puraskar en 2008 de l'Akhil Bhartiya Terapanth Mahila Mandal.

### Vie politique
En 2005, elle est élue au Haryana Vidhan Sabha dans la circonscription de Hisar, qui avait été longtemps représentée par son défunt mari Om Prakash Jindal. En 2009, elle a été réélue dans cette circonscription et a été nommée ministre du gouvernement de l'Haryana le 29 octobre 2013.
Dans le cabinet précédent, elle avait été ministre d'État chargée des recettes et de la gestion des catastrophes, de la consolidation, de la réhabilitation et du logement, ainsi que ministre d'État chargée des collectivités locales urbaines et du logement[citation nécessaire].
Le chiffre d'affaires de la société a quadruplé après son arrivée à la tête de l'entreprise. Issue de l'État d'Haryana, elle a été membre de l'Assemblée législative de cet État et a occupé le poste de ministre de l'Énergie jusqu'en 2010. Le groupe O.P. Jindal a été créé en 1952 par O.P. Jindal, ingénieur de profession. Il est devenu le conglomérat de l'acier, de l'électricité, de l'exploitation minière, du pétrole et du gaz. Chacune de ces quatre divisions de son entreprise est dirigée par ses quatre fils, Prithviraj, Sajjan, Ratan et Naveen Jindal. Jindal Steel est le troisième producteur d'acier en Inde.